# Ana Pauker
Ana Pauker, născută Hana Rabinsohn (n. 28 decembrie 1893, Codăești, Vaslui, România – d. 3 iunie 1960, București, România) a fost o militantă și politiciană comunistă româncă, evreică de origine. Până în anul 1980 când Elena Ceaușescu a fost numită prim-vicepreședinte al Consiliului de Miniștri al României, și apoi, în 2008, când Roberta Anastase a ocupat postul de Președinte al Camerei Deputaților, ea a ocupat cea mai înaltă funcție politică deținută de o femeie în istoria României: a fost prima femeie vicepremier și ministru de externe (atât din istoria României, cât și din lume) și una dintre puținele femei din epoca stalinistă ajunsă în funcții înalte. În septembrie 1948 fotografia ei a apărut pe coperta revistei "Time", cu eticheta For an old battle-ax, a new edge („Pentru o veche secure, un nou ascuțiș”). A fost o activistă comunistă ilegalistă, lideră a „grupării moscovite” a Partidului Comunist Român, vicepremier și ministru de externe al României între 1947-1952. În 1952  Gheorghe Gheorghiu-Dej a înlăturat-o din funcții și din partid, în același timp cu Vasile Luca și Teohari Georgescu, sub acuzațiile de  „deviere de dreapta” și participarea la „activități antipartinice”.

## Biografia
S-a născut la Codăești, Vaslui, la data de 28 decembrie 1893 (potrivit actului de naștere nr.66/30 decembrie 1893) într-o familie de evrei români ca fiică a lui Herșcu și al Sarei (Surei) Rabinsohn.  Bunicul ei a fost rabin, iar tatăl - haham. La nașterea sa, tatăl avea 35 de ani iar mama 30. A studiat o vreme medicina la Geneva, în 1918-1919, dar și-a întrerupt studiile. De tânără a învățat limba ebraică, pe care a predat-o la o școală primară evreiască din București. În timp ce fratele ei mai mic, Zalman, a devenit sionist, din 1915 ea s-a orientat spre socialism, fiind influențată în această direcție de colegul și iubitul ei din tinerețe, Heinrich Sternberg.
În timpul unei șederi în Franța l-a cunoscut pe activistul comunist Marcel Pauker, descendentul unei influente familii de ziariști și avocați de stânga, cu care s-a căsătorit. La încurajarea lui, a intrat, în anul 1920, în mișcarea comunistă. Este racolată în această perioadă ca agent sovietic. În anul 1922 a fost arestată, împreună cu Marcel Pauker, pentru activități politice ilegale și, după ce au fost eliberați, s-au refugiat în Elveția, apoi în Franța, unde ea a devenit instructoare a Cominternului și apoi s-a implicat în mișcarea comunistă din Balcani.
A fost arestată de mai multe ori pentru activitate politică interzisă, fiind membră a Partidului Comunist din România, în cadrul căruia, ca activistă în Comintern, milita și pentru desprinderea Basarabiei românești (Moldova Orientală) de România. În urma unui proces a fost condamnată în 1926 la 10 ani de închisoare, dar a reușit să fugă în URSS, unde a rămas până în 1934, perioadă în care făcut studii politice la școlile Cominternului.

Steagul Bateriei Ana Pauker, o unitate comunistă din războiul civil spaniol denumită în cinstea acesteia

După întoarcerea în România, a primit funcții de răspundere în Partidul Comunist din România. A fost arestată la 14 iulie 1935 și judecată la Craiova împreună cu alți conducători ai Partidului Comunist, între care Alexandru Moghioroș, Șmil Marcovici și Alexandru Drăghici, fiind condamnată la zece ani de închisoare. În luna mai 1941 a fost lăsată să plece în Uniunea Sovietică, ca urmare a schimbului cu un politician român, deținut de autoritățile sovietice după ocuparea în 1940 a Basarabiei și a Bucovinei de Nord, „Moș” Ion Codreanu, fost membru al Sfatului Țării (Basarabiei), arestat de sovietici imediat după intrarea lor în Basarabia, la 28 iunie 1940. Între timp, în timpul unei șederi în Uniunea Sovietică, soțul ei, Marcel, fusese arestat și executat în 1938, ca „spion al Occidentului”, în cadrul epurărilor staliniste, fapt care nu a reușit, totuși, să zdruncine credința ei în cauza comunistă și loialitatea ei de agent al regimului sovietic.
La Moscova a devenit șefa grupului de comuniști români exilați, cunoscut, ulterior, în cadrul PCdR, sub denumirea de „fracțiunea moscovită”. A făcut parte din grupul de lideri comuniști aflați în exil la Moscova, ca Dimitri Manuilski, Gheorghi Dimitrov, Palmiro Togliatti, Maurice Thorez, Dolores Ibárruri și alți. A jucat un rol important în constituirea diviziei de prizonieri români „Tudor Vladimirescu”, conducând activitățile de „reeducare”.

## În vârful puterii

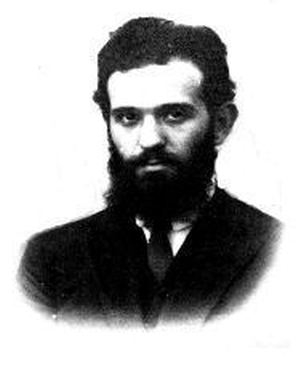
Marcel Pauker, soțul Anei Pauker

La 16 septembrie 1944 Ana Pauker s-a reîntors în România cu Armata Roșie, îmbrăcată în uniforma sovietică.
A fost aleasă secretar al Comitetului Central al Partidului Comunist Român și a jucat un rol important în organizarea guvernului de coaliție, „de largă concentrare democratică”, controlat de comuniști, prezidat de dr. Petru Groza, în anii  1945-1947.
În noiembrie 1947 a fost numită ministru de externe și viceprim-ministru, fiind prima femeie din lume care a deținut această funcție guvernamentală. În această funcție a semnat, între altele, actul prin care România ceda Uniunii Sovietice Insula Șerpilor. Raportul Vladimir Tismăneanu (pagina 56), menționează că, la sfârșitul anilor '40 se scanda în România sloganul „Ana, Luca, Teo, Dej - bagă spaima în burgheji”, iar succesiunea numelor, în afara nevoii de rimă, ar fi indicat ordinea după importanța pe care o aveau respectivii conducători în partid, aceștia fiind: Ana Pauker, Vasile Luca, Teohari Georgescu și Gheorghe Gheorghiu-Dej.
Ana Pauker a participat activ la procesul de comunizare în România. Pe plan extern, România a devenit un stat satelit al Uniunii Sovietice și a rupt sau răcit relațiile diplomatice cu statele din vestul Europei. În anul 1948 România a denunțat unilateral Concordatul din 1927, primul pas care a deschis drumul spre persecuția Bisericii Catolice din România.
A fost loială față de Stalin și a acceptat fără crâcnire execuția soțului ei, despre care a aflat în vreme ce era în închisoare în România. Devenind văduvă l-ar fi condamnat pe Marcel Pauker în fața celor trei copii ai lor, ca fiind troțkist.
Biograful ei, Robert Levy afirmă că Pauker ar fi dovedit uneori și o oarecare moderație, de pildă, poziția ei rezervată legată de ritmul prea alert al colectivizării agriculturii (R.Levy p. 2001, 108-109) și de anchetarea  „grupului” Lucrețiu Pătrășcanu.

## Căderea

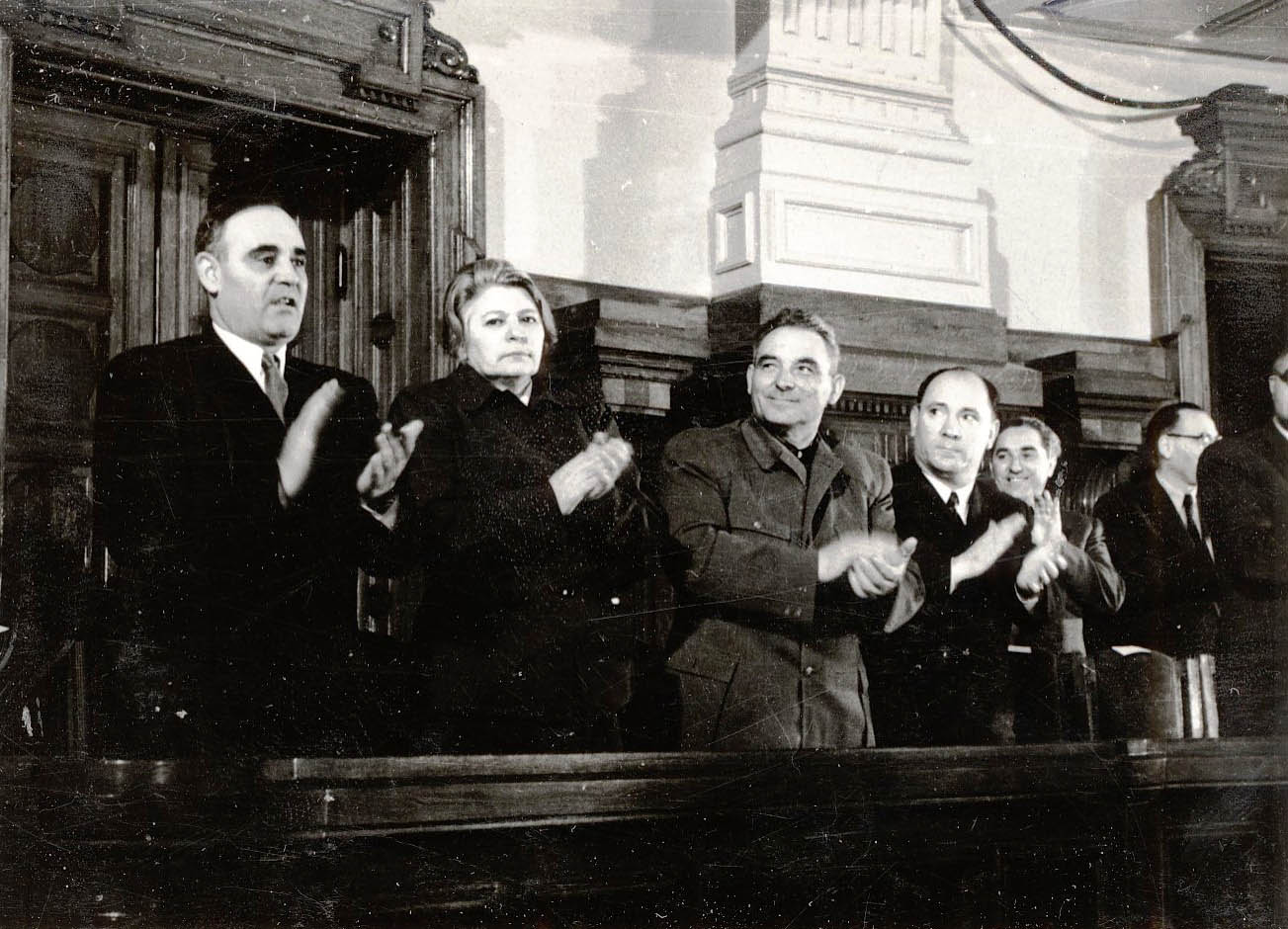
Dej, Ana Pauker, Vasile Luca, Valter Roman, Teohari Georgescu, Vasile Mârza la de-a 10-a sesiuni a Marii Adunări Naționale din 1951

În anul 1952, în cadrul unui val de epurări, inițiat de Gheorghiu-Dej și inspirat după modelul altor campanii și procese orchestrate în URSS și în toate țările aflate sub dominație sovietică, a fost eliminată din conducerea PCR, fiind acuzată de „cosmopolitism”, de „deviere de dreapta”, de „activități antipartinice”, de sabotarea colectivizării agriculturii și de legături cu legionarii, cu agenți străini, cu sioniști etc. Odată cu căderea Anei Pauker a încetat și Experimentul Pitești. În 1954 a fost exclusă din Partidul Muncitoresc Român (cum se numea atunci partidul comunist). În februarie 1953 a fost supusă unui șir de interogatorii în vederea unui proces politic dar, la numai o lună și jumătate după moartea lui Stalin, în luna aprilie 1953, a fost eliberată din închisoare și ținută mai mulți ani în arest la domiciliu, fiind aflată sub continuă supraveghere, suspectată de intenția unei revanșe politice în condițiile relativei destalinizări inițiate de Nikita Hrușciov. În același an Ana Pauker va fi exclusă din Comitetul Central al Partidului Comunist Român.
În istoria evreilor, imaginea pe care a lăsat-o Ana Pauker este negativă, dar există în legătură cu ea o notă de ambivalență: ea a fost ostilă sionismului și autodeterminării evreilor, în spiritul ideologiei leniniste și staliniste și, a promovat o politică care a călcat în picioare drepturile fundamentale ale tuturor cetățenilor români. În anii 1948-1951 conducerea comunistă a României, cu acordul lui Stalin, a permis, în paralel cu reprimarea sioniștilor, o masivă emigrație de evrei, vânduți „per capita” Israelului. Când a fost înlăturată din conducere, una din acuzațiile ce i s-au adus Anei Pauker și lui Teohari Georgescu, ca un act de „spălare pe mâini” a lui Gheorghiu-Dej, a fost că ei ar fi încurajat această emigrație. De fapt, politica emigrației fusese decizia întregii conduceri comuniste.
În ultimii ani de viață, i s-a permis să lucreze ca traducătoare din limba franceză și limba germană pentru Editura Politică, însă fără drept de semnătură. În octombrie 1959 a primit de la autoritățile sovietice post-staliniste înștiințarea oficială că soțul ei, Marcel, despre a cărui soartă exactă nu avea certe informații, nu a supraviețuit Gulagului și a fost, cum era de presupus, executat în URSS, la 16 august 1938.
Ana Pauker a murit, în urma  unui cancer de sân, la București la 3 iunie 1960.
La crematoriu, la incinerarea ei, a fost de față și veteranul comunist Gheorghe Cristescu, unul din fondatorii Partidului Comunist din România.
Ana Pauker a fost reabilitată după 1965, odată cu venirea la putere a lui Ceaușescu, iar urna cu cenușa ei a fost depusă la Monumentul eroilor luptei pentru libertatea poporului și a patriei, pentru socialism, cunoscut astăzi ca Mausoleul din Parcul Carol. În 1991, când mausoleul a fost dezafectat, cenușa ei a fost preluată de către familie și transportată în Israel.
Marcel și Ana Pauker au avut trei copii: Tanio (1921-1922), Vlad (n.1925–d.2016) și Tatiana (n. 1928–d.2011). Masha (n.1932-d.2020), al patrulea copil, cunoscută și ca Marie, avându-l ca tată pe Eugen Fried, un evreu ceh-francez din partidul comunist, a locuit în Franța. În Franța a locuit și fratele lor, Vlad, până la moartea lui, în august 2016. Ana Pauker a mai avut și un fiu adoptiv, Alexandru (Sandu) Pauker.
Un frate al ei, Haim Rabinsohn, a fost un apreciat poet de limbă ebraică în Israel.
Un amănunt picant este modul cum numeroși activiști importanți ai Partidului Comunist Român își botezau copiii. Astfel Chivu Stoica, Leontin Sălăjan și Teohari Georgescu și-au botezat fiicele cu numele de Ana, dupa câte se vede, ca urmare a admirației pe care o purtau Anei Pauker În mod similar Emil Bodnăraș, Gheorghe Apostol, Iosif Chișinevschi, Ghizela Vass, Alexandru Sencovici și Vasile Vîlcu și-au botezat băieții cu numele de Gheorghe în semn de apreciere pentru Gheorghe Gheorghiu Dej. Nicolae Ceaușescu a fost o excepție deoarece și-a botezat copiii cu numele de Valentin, Zoe și Nicolae.

## Cronologia studiilor și a carierei politice
Conform raportului dat de către CNSAS, studiile au fost:
- 1901 - 1905 - Școala primară „Frăția Sionului” din București
- 1905 - 1909 - Școala profesională „Rașela și Filip Focșăneanu” din București
- 1919 - 1920 - Facultatea de Medicină din Geneva
- ? - ? -- Un an la Facultatea de Medicină din Moscova
- 1928 - 1930 - Școala Leninistă de trei ani a Cominternului din Moscova, fără a mai fi obligată să frecventeze anul III

Conform raportului dat de către CNSAS, cariera cronologică a fost:
- 1905, 1909 - 1910 - croitoreasă într-un atelier de croitorie din București,
- 1910 - 1915 - învățătoare de religie și limbă ebraică la Școala „Frăția Sionului”
- 1915 - 1917 - profesoară de studii ebraice și limbă ebraică la Școala Profesională „Rașela și Filip Focșăneanu”, București
- 1917 - 1918 - meditator particular de limba ebraică
- 1918 - 1919 - bibliotecară la Ziarul „Dimineața”
- 1925 - 1926 - deschide un atelier de confecții textile în București
- 1927 - 1928 - traducătoare la Viena
- 1915 - activistă la Serviciul Financiar în cadrul Partidului Social - Democrat al Muncitorilor din România
- 1918 - coparticipant la editarea ziarului „Trăiască socialismul”
- 1921 - secretar al Comisiei Centrale a femeilor a PCdR
- 1922 - președinte al Comitetului de femei și membră a Consiliului General al PCdR
- 1922 - 1924 - coredactor al ziarului „Socialismul”
- 1923 - membră a Comitetului Secțiunii PCdR București
- 1923 - secretar al Comitetului Central al „Ajutorului Roșu Internațional” - MOPR
- septembrie 1923 - este arestată câteva zile la Cluj, din cauza incidentelor provocate la Congresul Sindicatelor din România
- noiembrie 23 - februarie 1924 - este arestată de Siguranță pentru activitate comunistă. Procesul care a urmat arestării o condamnă la 20 de ani de închisoare, în absență. Ana Pauker nu a executat sentința deoarece beneficiază de un Decret de amnistie nr. 1461 / 1929.
- 1924 - are sarcină de partid cu organizarea publicării de presă ilegală
- 1924 - are sarcina de a organiza feme din postura de Membru al CC al PCdR
- decembrie 1924 - iunie 1925 - este arestată. Procesul care a avut loc în iulie 1925 s-a încheiat printr-o sentință de 10 ani de închisoare. Nu a executat sentința deoarece a fugit în URSS în februarie 1926.
- 1925 - este arestată timp de 10 zile pentru distribuire de manifeste comuniste
- 1925 - februarie 1926 - membră a unei celule a Sindicatului Croitorilor din România
- 1926 - 1927 - activistă electorală a Partidului Comunist German
- 1927 - lucrătoare în organizația pentru emigranți români din Partidul Comunist Francez
- 1930 - secretară în Secretariatul Latin al Cominternului. Acesta supraveghea partidele comuniste din Portugalia, Italia, Franța și Spania.
- 1930 - 1932 - instructoare al Comitetului Executiv al Cominternului. A locuit în Franța.
- 1932 - 1934 - a lucrat la cartierul general al Cominternului din Moscova.
- martie 1934 - se întoarce în România, având funcția de prim-secretar al Comitetului Central al PDcR, cu numele conspirativ „Grigoraș Maria”.
- 12 iulie 1935 - este arestată la Văcărești și procesul desfășurat în perioada 5 iunie - 7 iulie 1936 la Tribunalul Militar din Craiova, dă sentința nr. 4 / 7 iulie 1936, cu condamnare la la 10 ani de închisoare suplimentată cu 10 ani de interdicție corecțională și 100 000 lei amendă pentru tulburarea ordinii publice. A fost judecată împreună cu viitorii săi adversari Alexandru Drăghici, Alexandru Moghioroș și Liuba Chișinevschi.[27] Ana Pauker a executat pedeapsa în închisorile din Văcărești, Dumbrăveni (din 1936), Râmnicu Sărat (din 1938), Dumbrăveni (până la 3 mai 1941).
- 3 mai 1941 - Ana Pauker a fost eliberată și expatriată în URSS, fiind schimbată (schimb de prizonieri) cu Ion Codreanu, un membru de frunte al Consiliului Național Român din Bucovina, care se găsea în detenție în Uniunea Sovietică.
- mai 1941 - este membru și instructor în cadrul Comitetului Executiv al Cominternului fiind simultan și reprezentantul Partidului Comunist din România în Comintern
- 1941 - 1942 - conduce redacția radio „România Liberă” a Cominternului. Redacția era în Ufa, URSS.
- 1942 - 1943 - participă cu Vasile Luca la elaborarea platformei program Frontului Național Democrat din România
- 1943 - împreună cu Vasile Luca lucrează la Institutul nr. 205 și organizează diviziile de voluntari formate din prizonieri români din URSS
- 1943 - 1944 - este instructor politic al Diviziei Tudor Vladimirescu
- iunie - 16 septembrie 1944 - activistă a Institutului „Marx - Engels - Lenin” din Moscova
- 1944 - 1945 - membră a Comitetului Provizoriu al Partidului Comunist Român
- 1944 - 1947 - președintă a Uniunii Antifasciste a Femeilor din România
- 1946 - 1948 - deputată în Adunarea Deputaților din circumscripția electorală București
- 1948 - președintă de onoare a Uniunii Femeilor Democrate din România
- 1948 - Biroul Politic al CC al PMR îi trasează sarcina de organizare a Direcției de propagandă și Agitație a CC al PMR, precum și de organizațiile de femei
- 1948 - 1952 - Deputată în Marea Adunare Națională, aleasă în circumscripția electorală Prahova
- 1949 - membră a Consiliului General de Conducere al ARLUS
- 1949 - președintă a Comisiei Agrare pentru supravegherea organizării gospodăriilor colective
- 1947 - 1948 - ministru secretar de stat la Departamentul Afacerilor Străine
- 1948 - 1952 - ministrul al Afacerilor Externe
- 1949 - 1952 - vicepreședinte al Consiliului de Miniștri
- 27 mai 1952 - este exclusă din Secretariatul Biroului Politic CC al PMR. Rămâne în schimb în Biroul Organizatoric până în 1954. Ana Pauker a fost supusă unor interogatorii în care tema principală era modul în care au fost acceptați noi membri în partid, astfel ea a fost acuzată de către Alexandru Moghioroș, asistat de Constantin Pârvulescu, Gheorghe Apostol și Petre Borilă, că a permis intrarea în componența PCR a unui număr important de noi membri fără a face verificările care se cuveneau.[28] În timpul acestor interogatorii, Ana Pauker a făcut referire la faptul că deciziile cu privire la problema admiterii de noi membri în partid nu îi aparțineau ei, ci Secretariatului Comitetului Central. De altfel, toate deciziile politice de acest gen erau trecute mai întâi prin filtrul secției sovietice internaționale.[28][29]
- 1952 - 1953 - angajată în cadrul Comitetului de Stat pentru Sfaturile Populare
- 1953 - este arestată și anchetată, apoi eliberată fără a fi judecată
- mai 1954 - este exclusă din partid
- 1953 - 1960 - este revizor și traducător la Editura Politică. Nu are drept de semnătură și nu are dreptul de a fi prezentă la locul de muncă.
- 1968 - este reabilitată politic

### Articole biografice
- Cum a scăpat tovarășa Ana Pauker de glonț, 25 august 2007, Christian Levant, Adevărul
- Fete ale comunismului romanesc: Ana Pauker, 14 august 2010, Laurentiu Dologa, Ziare.com
- SENATUL EVZ: Ana Pauker și religia politică stalinistă, 5 octombrie 2010, Evenimentul zilei
- Ana Pauker – „Stalin cu fustă”, 3 decembrie 2013, Adevărul - articol Historia Arhivat în 21 decembrie 2014, la Wayback Machine.
- Apostolii lui Stalin. Ana Pauker, cea mai puternică femeie. Legendele Cominternistei: fata care ura savarinele, 1 septembrie 2014, Laurențiu Ungureanu, Radu Eremia, Adevărul